# Replika (folyóirat)
A Replika egy 1990-ben alapított, negyedévente megjelenő társadalomtudományi periodika.

## Bemutatása
A Replika a 90-es évek eleje óta a magyarországi társadalomtudományi közbeszéd egyik legfontosabb fórumává nőtte ki magát. A rendszerváltás éveiben alapított folyóirat a tudományos diskurzus területén igyekezett olyasféle változásokat elindítani, amelyek a közép-európai társadalmak életében ebben az időszakban bekövetkeztek. Ahhoz próbált hozzájárulni, hogy a megcsontosodott kutatási gyakorlatot egy nyílt, vitára kész, pezsgő tudományos élet váltsa fel. A szűkebb szociológiai perspektíván túl ráadásul arra törekedett, hogy új nézőpontok, új megközelítések váljanak ismertté. Ennek során kezdeményező szerepet vállalt a rendszerváltás után létrejövő tudományos élet alapkérdéseinek megvitatásában: a közép-európai szociológia lehetőségeitől, a mobilitás-kutatás problémáin keresztül a kritikai kultúrakutatás esélyeiig. S folyamatosan új kutatási irányzatok és megközelítésmódok bemutatásával – mint például a kognitív tudomány, információs társadalom kutatás vagy a posztmodern áramlatok – próbálta új probléma-összefüggésekre irányítani a figyelmet.
A mai Replika új szerkesztői gárdája ennek a kísérletnek a folytatásában kíván közreműködni, megőrizve a lap nyitott szellemiségét s kezdeményezőkészségét. Ennek érdekében hazai munkák megjelentetése mellett arra fogunk törekedni, hogy rendszerezett, tematikus formában jelentős külföldi írások, illetve kurrens irányzatok reprezentatív tanulmányai is folyamatosan jelen legyenek a lapban. Ezen túlmenően a Replika továbbra is teret kíván biztosítani a társadalomtudományi diszciplínák előtt álló változó kihívások feltérképezéséhez és megvitatásához, vagy éppenséggel egyazon probléma kapcsán különböző álláspontok ütköztetéséhez.

## Az archívum
Az archívum tartalmazza a Replika első korszakának anyagait, valamint a lap újraindulása óta keletkezett írásokat. Az egyes írások ingyenesen hozzáférhetők. Egy részük szabadon, belépés nélkül is letölthető (pl. minden magyar szerző írása esetében), míg mások (a bonyolultabb helyzetekre való tekintettel) csupán regisztráció és belépés után. A regisztráció ingyenes, és a folyóirat szerint az is marad.